# Марцун Олександр Миколайович
Олександр Миколайович Марцун (нар. 15 серпня 1972, Бровари, Київська область, УРСР) — український футболіст і футзаліст, захисник. Майстер спорту.

## Життєпис
Вихованець ДЮСШ Бородянка (перший тренер — А.П. Демченко) та СДЮСШОР київського «Динамо», де навчався з 1982 року під керівництвом Олександра Олександровича Лисенка. У 1990 році провів 8 матчів за білоцерківське «Динамо» в першості СРСР. З 1991 по 1992 рік грав за аматорську команду СКІФ з Києва.
1992 року виступав за «Гарт» з Бородянки в аматорських турнірах, а також зіграв 2 зустрічі в Кубку України. 
1993 року виступав за футзальний клуб «СКІФ-Сілекс» (Київ), з яким виграв Кубок України з футзалу, забивши гол у фіналі.
З 1993 по 1994 рік захищав кольори шепетівського «Темпу», в складі якого дебютував у Вищій лізі України, де за цей час взяв участь у 32 матчах, і ще зіграв 6 зустрічей у Кубку. Володар Кубка України з міні-футболу 1993 року складі команди «СКІФ-Сілекс».
1995 року перейшов у «Балтику», за яку провів 30 матчів і забив 1 м'яч у першості, також взяв участь у 2 зустрічах Кубка Росії. З літа 1996 по 1997 рік виступав за «Кубань», в 48 іграх за основний склад забив 6 м'ячів, і ще взяв участь у 6 зустрічах за «Кубань-д» у Третій лізі. У 1998 році повернувся в «Балтику», в складі якої дебютував у Вищій лізі Росії, де зіграв 16 матчів, також взяв участь у 4 зустрічах Кубка Інтертото. Окрім того, в 1998 році виступав за команду «Будкомплект» в аматорському чемпіонаті міста Калінінграда, в 4 іграх забив 3 голи.
Сезон 1999 року провів в воронезькому «Факелі», взяв участь у 10 поєдинках першості і 1 матчі Кубка, став срібним призером Першого дивізіону Росії. У 2000 році перейшов в іжевський «Газовик-Газпром», в 24 матчах за який відзначився 4-а голами. Потім провів сезон 2001 року в красноярському «Металурзі», де провів лише 2 зустрічі.
На початку 2002 року був на перегляді в запорізькому «Металурзі», проте в підсумку повернувся в «Газовик-Газпром», де зіграв 3 матчі в тому сезоні. Потім виступав за аматорські команди в турнірах ААФУ: «Буча-КЛО» (2003, 13 матчів, 3 голи) і «Єдність» (2004, 12 матчів).

## Досягнення
«СКІФ-Сілекс»
- Кубок України з футзалу
  -  Володар (1): 1992/93

«Факел»
- Перший дивізіон Росії
  -  Срібний призер (1): 1999 (вихід до Вищого дивізіону)